# ホームファイリング
ホームファイリングとは、一般家庭における文書管理方法のひとつ。
株式会社オフィスミカサが具体的な分類・管理などの方法を提唱し、名称の商標を有する。

## 概要
行政や企業で導入されている公文書管理の方法を一般家庭のケースに落とし込んだ手法で、家庭においても書類＝情報資産と見なし、単に保存するのではなく管理・活用することを目的としている。

## 特徴
省スペース・安価で廃棄が容易な紙製の個別フォルダを収納用品として使用し、垂直に立てるバーチカル式を推奨。またバーチカル式の中でも６分の１カットシステムと呼ばれる、列の場所で大分類・中分類を表示させる方式を利用している。各家庭の状況に応じた分類を記した管理表により、一元的に情報の所在を把握できる仕組みとなっている。家族それぞれが必要な書類を迷わず取り出せ、その状態を維持できるようにすることが完成形とされる。

## 資格
民間資格として、ホームファイリング初級・中級・上級と、ホームファイリング初級認定講師・ホームファイリング実践編認定講師がある。

## 終活としての活用
以下のメリットから、終活としての側面も持ち合わせる。
- 緊急時、同居の家族以外にも必要な書類や情報の所在がわかる
- 管理表で、個別フォルダに収納していない書類やデータ・自宅にない書類やデータ情報の所在も把握・共有できる
- ホームファイリングにより必要な書類のみが厳選され、不要な書類が削減される（不要な情報確認の時間を減らす）